# Dorfkirche Russow

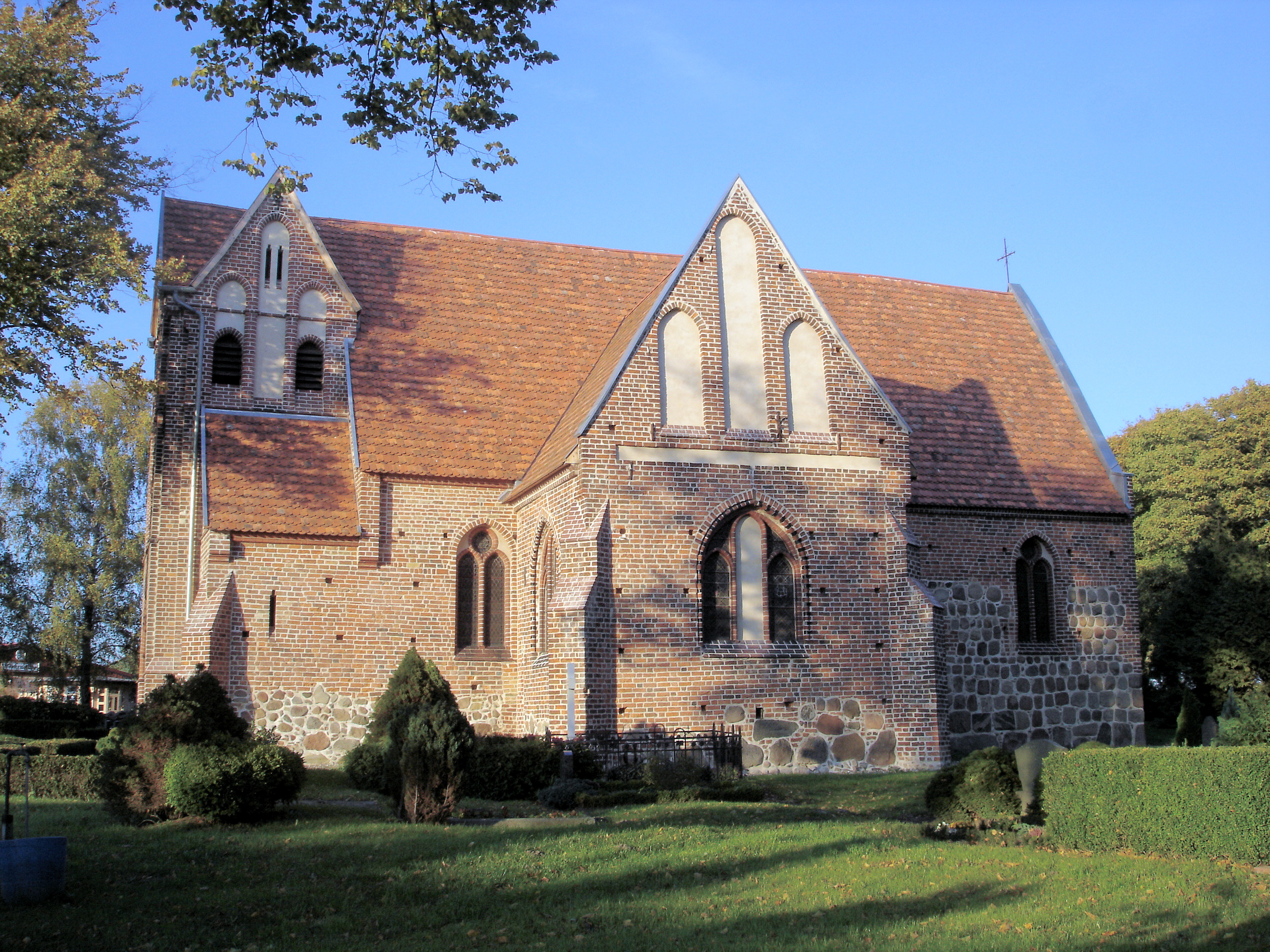
Dorfkirche Russow

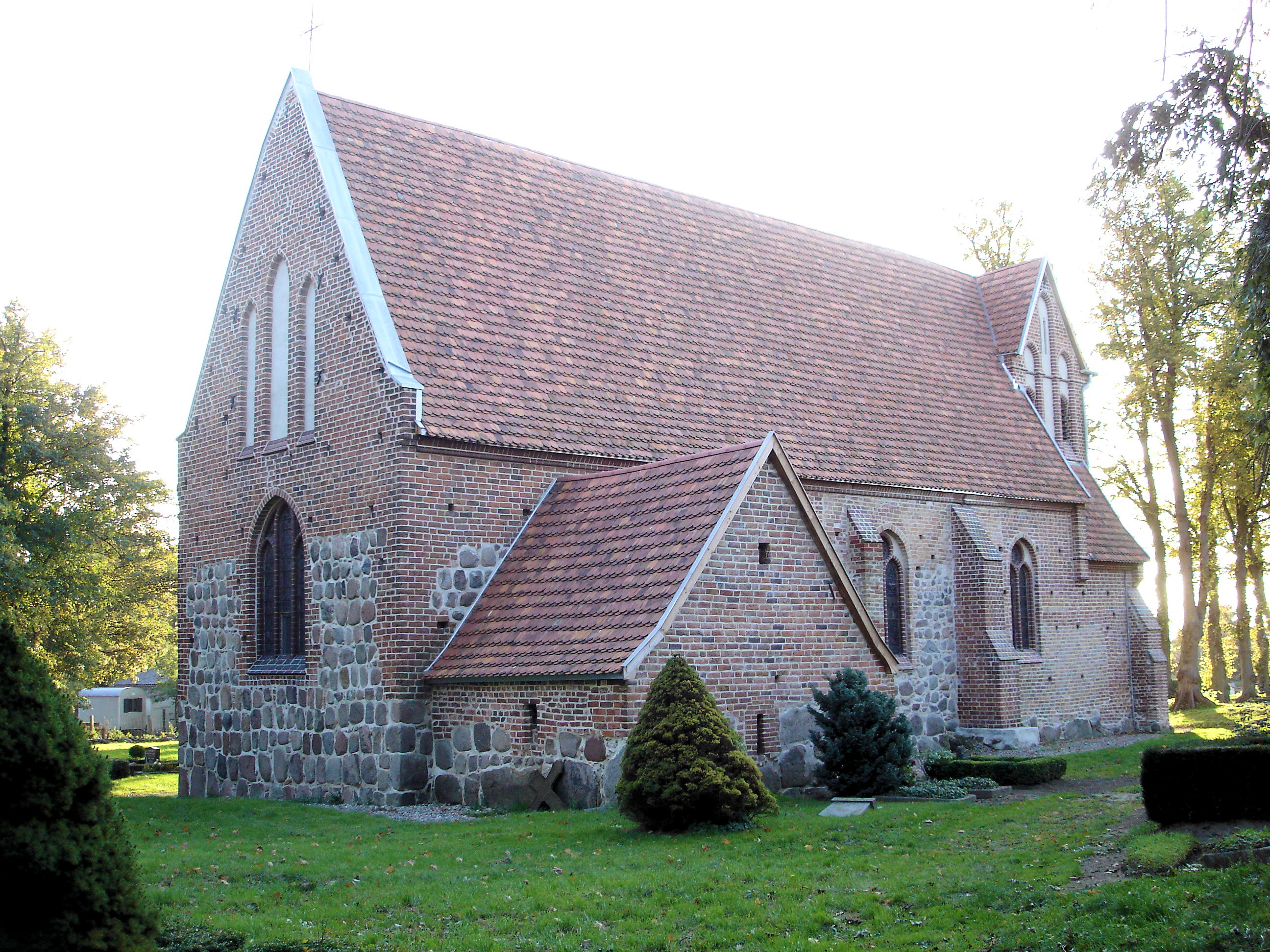
Dorfkirche Russow

Die Dorfkirche Russow ist ein mittelalterlicher Backsteinbau in Russow, einem Ortsteil von Rerik im Landkreis Rostock in Mecklenburg-Vorpommern. Die Kirchgemeinde gehört zur Evangelisch-Lutherischen Kirche in Norddeutschland.

## Geschichte
Das Dorf Russow ist erstmals am 28. November 1305 urkundlich als to Rossow erwähnt worden. Doch schon am 16. Mai 1245 wurde in einer Urkunde ein Pfarrer Theodericus de Rossowe genannt. 1308 wurden durch Fürst Heinrich von Mecklenburg Russow, Rakow und Altbukow für 1360 Mark Lübisch Pfennig an das Heiligen-Geist-Hospital zu Lübeck verkauft. 1318 kam das Dorf zusammen mit der Insel Poel und anderen Dörfern unter die Oberherrlichkeit derer von Plessen, von Preen und von Stralendorf. Fürst Heinrich von Mecklenburg verkaufte am 22. November 1318 in Wismar den Rittern Helmold von Plessen, Berthold und Gottschalk von Preen und Friedrich von Stralendorff das Eigentum der ganzen Insel Poel und mehrere Dörfer, darunter auch Russow. 1344 erwarb der Rathmann Johann von Kröpelin zu Wismar von Reimar von Plessen Besitzungen in Russow, womit er eine Vikarie in St. Marien in Wismar bewidmete. Am 28. Juni 1345 wurde ein Hermann von Oertzen van Rogghowe in Verbindung mit Dobberaner Klosterangelegenheiten genannt. Seit 1466, möglicherweise auch schon früher, wurde die Geschichte von Russow und der Dorfkirche durch das jahrhundertelange Patronat der Familie von Oertzen mitgeprägt, die ihren Stammsitz im Nachbarort Roggow hat. Russow war zu dieser Zeit ein kleines Dorf mit einer kleinen Kirche, neun Bauernstellen und dem Gut Vorwerk. 1568 und 1594 widersetzte sich Jaspar II. von Oertzen auf Roggow der Kirchenvisitation in Russow.
Während des Dreißigjährigen Krieges waren auch im Dorf Russow von neun Bauernhöfen vier fast verwüstet und alle von den Bauern verlassen worden. Erst nach 1645 gelang es Jasper von Oertzen, dort eine Meierei zu errichten. Am 23. Juni 1649 starb Jasper von Oertzen.
Der Landrat Helmuth Friedrich von Oertzen auf Roggow befand sich ab 1900 sieben Jahre im Rechtsstreit mit der Kirche zu Russow um die Herausgabe von Pfarracker. Am 8. Januar 1909 verstarb der Patron im Alter von 75 Jahren. Seine Schwiegermutter Frau Rat Therese Tretow vom Hof Zweedorf gab der 1893 gegründeten Siechenstiftung ein Kapital von 25000 Mark.

## Baugeschichte
Wann die Russower Dorfkirche genau errichtet wurde, ist nicht bekannt. Es wird der Zeitraum Ende des 13. bis Anfang des 14. Jahrhunderts angenommen. Friedrich Lisch schätzt als Baujahr der Kirche etwa 1275, hält das Kirchenschiff aber für 100 Jahre jünger.
An der Nordseite der Kirche befindet sich eine zugemauerte Grabkapelle mit Särgen.
1655 brannte durch Zufall das Pfarrhaus ab, während Pastor Joachim Möring sich in der Kirche befand. In seiner Amtszeit wurde das Pfarrhaus wieder aufgebaut.
1814 brannte das Pfarrhaus zum zweiten Mal ab und wurde als eingeschossiges Fachwerkhaus mit einem hohen Krüppelwalmdach nebst Scheune an selber Stelle neu errichtet. Auch das Pferd, die Kuh und die Schafe des Pastors wurden in der Scheune untergebracht und der Kuhhirte hatte seine Schlafkammer.
1817 ließ der Patron Landrat Jasper VI. von Oertzen (1768–1835) zum Reformationsjubiläum aus eigenen Mitteln durch den Maurer an der Kirche außen die Wände und Pfeiler sowie das ganze Dach ausbessern, die inneren Kirchenwände weißen, den Fußboden legen, die Kirchenstühle reparieren, die Fenster an der Nordseite und ein neues Tor an der Westseite machen. Zu Pfingsten 1841 ließ der Kirchenpatron Wilhelm Detlof von Oertzen (1806–1849) auch aus eigenen Mitteln die ganze Kirche innen weißen, die beiden Stühle zwischen Kanzel und Beichtstuhl neu machen und malen, die Orgel und den Altar malen und diesen mit neuen schönen Figuren und goldenen Leisten schmücken, eine neue Einfassung um den Altar machen und sämtliche Kirchenstühle anmalen. Dessen Gemahlin, die Frau Eleonore von Oertzen, geb. von Klitzing schenkte der Kirche rot samten Decken mit goldenen Tresen zur Bekleidung des Altars und der Kanzel. Ihre beiden Wappenabbildungen befinden sich an der Brüstung der Orgelempore. Am 12. Dezember 1863 feierte Pastor Friedrich Ludwig Franz Lechner sein 50-jähriges Amtsjubiläum mit der Auszeichnung als Kirchenrat, er war von 1813 bis 1872 in Russow tätig. Eine böse Überraschung erlebte er am 21. August 1864, als der Kirchturm von einem Blitzschlag getroffen wurde und eine „starke Verkrümmung“ erlitt. Im Russower Kirchenbuch vermerkte er: „Am 21. August Abends 9 Uhr traf bei einem heftigen Gewitter ein schrecklicher Wetterschlag den Turm dieser Kirche (welches Schicksal, nach hiesiger Chronik, dasselbe vor 164 Jahren schon einmal erlebte), beschädigte den Glockenstuhl und die Orgel in der Art, dass die große Glocke sowie die Orgel für den Augenblick unbrauchbar geworden sind. Gezündet hatte der Blitz allein in der Turmspitze. Mit den hiesigen Löschwerkzeugen war da nichts auszurichten, ein Teil des Turmes ist verbrannt und eingestürzt.“ In den nächsten vierzig Jahren war er nur provisorisch gesichert worden. Im Juli 1901 schrieb der Landrat Helmut Friedrich von Oertzen als Patron der Kirche Rusow im Kirchenbuch: „Im Jahr 1901 hat meine Frau, die Landrätin Sophie von Oertzen geborene Schröder diesen Turm neu erbauen lassen. Der Bau ist ausgeführt, nach Plänen und unter Leitung des geheimen Hofbaurat Möckel zu Doberan. Am Bau haben mitgewirkt der Zimmermann Rosenkranz und Maurermeister Danehl zu Neubukow und der Hofdachdeckermeister Christen aus Rostock. Prediger ist zur Zeit Präpositus Berger.“
Von 1901 bis 1903 wurde die Kirche im Stil der Neugotik nach Plänen des Doberaner Architekten und Hofbaurates Ludwig Möckel umfassend umgebaut und im Kircheninnern umfangreich renoviert.
1949 machte der Bürgermeister Abshagen den Oberkirchenrat in Schwerin auf die Baufälligkeit des Kirchturmes aufmerksam. Die Antwort war, man solle auf bessere Zeiten warten. 1952 erhielt die Kirche eine elektrische Beleuchtung. 1968 wurde die Gefährdung durch den desolaten Zustand des Turmes immer bedrohlicher, dass im Oktober 1969 mit dem Abbau der Turmspitze begonnen wurde. Die anschließenden Zimmerer- und Dachdeckerarbeiten zogen sich bis Mai 1973 hin. Die Fialtürmchen auf den Strebepfeilern des Turmes, des Chores und der Südkapelle mit dem Schornstein wurden entfernt. Die südliche Vorhalle wurde wegen starken Hausschwamm-Befalls im Holz und Mauerwerk 1972 abgebrochen,
Durch Beschluss des Rates des Kreises Bad Doberan vom 6. Mai 1976 wurde die Kirche Russow in die Kreisdenkmalliste aufgenommen und am 1. September 1979 unter Denkmalschutz gestellt.
Ein neuer Anbau war 1991 vorgesehen, kam aber wegen finanzieller Schwierigkeiten nicht zur Ausführung.

## Baubeschreibung
Die Russower Dorfkirche ist ein rechteckiger Backsteinbau, der bis zu einer unterschiedlichen Höhe mit behauenen Feldsteinen begonnen wurde.

### Äußeres
Das zweijochige Schiff ist ein wenig jünger als der ebenfalls zweijochige, leicht eingezogene Chor. An der Südseite steht ein quadratischer Kapellenanbau, sein Giebel ist auf den Schrägen mit Blenden, Fialen und Krabben geschmückt. Wenig später wurde an der Nordseite eine Sakristei angebaut. Der neugotische Westturm, über quadratischem Grundriss wurde mit seitlichen Anbauten von 1901 bis 1904 nach Plänen von Gotthilf Ludwig Möckel errichtet. Der achtseitige Spitzhelm wurde 1969 abgebrochen.

### Inneres
Im Kirchenschiff, im Anbau und im Chor wurden Kreuzgratgewölbe eingezogen. Die beiden östlichen Joche sind von den beiden westlichen durch einen Triumphbogen abgetrennt. Es sind Wand- und Gewölbemalereien aus der Bauzeit erhalten. Vom 15. bis ins 19. Jahrhundert wurden die Inneneinrichtungen immer wieder ergänzt und verändert, wobei jeweils die verschiedenen Mitglieder der Familie von Oertzen als Patrone für die Finanzierung verantwortlich zeichneten wie bei der zweigeschossigen Patronatsloge im Chor nach 1700. Größere Renovierungsarbeiten, insbesondere Malerarbeiten, wurden 1702 und 1703, 1817 und 1813 wurden von den Patronatsfamilien veranlasst. Im Gewölbe sind die Darstellungen des jüngsten Gerichts, verschiedener Heilige und Rankenwerk zu sehen, an der Ostwand ein Bild des Hl. Christophorus. Die Malereien wurden von 1901 bis 1904 aufgedeckt und umfassend ergänzt. Das Gebäude wird seit 2006 umfangreich renoviert; der Fußboden wurde erneuert, die Wände aus Feldstein wurden trockengelegt und das Dach neu eingedeckt.

#### Altar
Der gemauerte Unterbau des Altars blieb bei der Kirchenrenovierung 1901–1904 erhalten. Die auf dem Altartisch erwähnte rote Marmorplatte ist nicht mehr zu sehen, denn der Altar ist unter dem Altartuch mit einer Holzplatte bedeckt. Der barocke Altaraufsatz, 1668 von Joachim von Oertzen auf Anordnung seiner Mutter Eva von Pentz in Auftrag gegeben, ist verschollen. Der jetzt vorhandene, neugotische Altaraufsatz wurde vermutlich vom Doberaner Hoftischler Albert Kasch angefertigt. Bei der Neugestaltung der Kirche ab 1901 durch Hofbaurat Ludwig Möckel, der am Doberaner Münster wirkte, kam der aus Eichenholz gearbeitete mit kunstvollen Schnitzereien und einem Kruzifixus versehen und mit einem weißen Corpus gekrönt, in die Kirche. Leider ist der neugotische Altar nicht mehr vollständig erhalten, der Christus-Korpus wurde abgenommen, da er marode war. Den jetzt vorhandenen hölzernen Christus-Korpus schuf 2003 der Chemnitzer Künstler Oliver Lasch. Im Altarbild sind links unten Abel, der Schäfer und rechts unten Isaak, Sohn Abrahams zu sehen. Oben links der Hohepriester Aaron und rechts das Abbild des Melchisedech mit Brot und Wein.

#### Kanzel
Die Kanzel soll von 1702 stammen. Der polygonale Kanzelkorb zeigt farbige Darstellungen der vier Evangelisten Matthäus, Markus, Lukas und Johannes. Die einzelnen Felder sind durch kunstvoll gedrehte kleine Holzsäulen voneinander getrennt. Unterhalb der Evangelisten-Bilder befinden sich kleine Medaillons mit den traditionellen Symbolen der Evangelisten. Der gesamte Kanzelkorb ruht auf einer großen gedrehten Säule. Im Inventar von 1811 wird noch ein spezielles Prediger-Zubehör aufgeführt: „Zur Rechten steht darauf eine gläserne Sand-Uhr von 4 Minuten“, die nicht mehr vorhanden ist.
Der Kanzeldeckel, auch Schalldeckel genannt, mit reichem Schnitzwerk und dem bekrönenden Pelikan ist älter und wird auf 1624 datiert. Er hat die Aufschrift: „Vater, heilige uns in deiner Wahrheit, dein Wort ist die Wahrheit.“ Als Bekrönung des Schalldeckels sind neben dem Pelikan die Wappen der Familien von Oertzen und von Bülow zu sehen. Diese stehen wahrscheinlich für Helmut Friedrich von Oertzen (1673–1754), der in erster Ehe mit Susanna von Bülow (1686–1754) verheiratet war. Die Kanzel stand ursprünglich an der Südseite der Kirche und wurde 1702 samt dem Kanzelkorb an die Nordseite versetzt. Die Umbaumaßnahme könnte der Grund dafür sein, dass sich der Kanzelkorb nicht genau mittig über der Kanzel befindet. An der Aufgangstür zur Kanzel finden sich die Tafelbilder der Apostel Petrus und Paulus. Auf der Rückwand der Kanzel ist zu lesen: „Selig sind, die Gottes Wort hören und bewahren.“

#### Tauffünte
Nördlich vom Altar steht der romanische Taufstein aus Kalkstein, auch Taffünte genannt, in Kelchform und mit rundbogiger Blendarkatur verziert und aus der Mitte des 13. Jahrhunderts stammen soll. Die Tauffünte stand nicht immer an der heutigen Stelle, war lange Zeit nicht in Gebrauch und an verschiedenen Orten abgestellt. Im Inventar von 1811 ist vermerkt: „Taufstein ist außer Gebrauch, weggesetzt und steht unter der Orgel, zu Verkauf.“ 1817 soll der Taufstein zum großen Reformationsjubiläum wieder in der Südkapelle gestanden haben, danach wurde er in der Leichenhalle abgestellt und 1904 stand er an der Nordseite des Chores, dem jetzigen Standort.

#### Patronatsloge
An der Südwand im Chorraum befindet sich eine mit kunstvoll geschnitzten Ranken- und Säulenornamenten versehene, zweigeschossige Patronatsloge, die auch Oertzen-Stuhl genannt wird. Die Loge wurde auf Veranlassung von Joachim von Oertzen im Jahr 1700 errichtet. Die Jahreszahl und die Wappen oberhalb auf der Stirnseite der Loge stehen für Joachim von Oertzen (1642–1707) und seine zweite Ehefrau Barbara von der Lühe (1660–1729).
Der Oertzen-Loge gegenüber, an die Kanzel angebaut, steht ein weiteres Patronatsgestühl. Zwei links und rechts eingearbeitete hölzerne Wappenschilder stehen für Jürgen I. von Oertzen (1589–1618) und seiner Ehefrau Anna von der Wische († 1616) als damaligen Patron. Bei den beiden mittig angebrachten farbigen Metallwappen derer von Oertzen handelt es sich vermutlich um ehemalige Sargbeschläge.

#### Orgel
Im Jahr 1700 ließ Joachim von Oertzen als Patron der Kirche durch den Orgelbaumeister Johann Engelbrecht Gebhardt aus Rostock eine neue Orgel mit dem Orgelprospekt erbauen. Für die heutige Orgellandschaft Mecklenburgs hat die Russower Orgel eine große Bedeutung. Sie gilt als der letzte noch greifbare Beleg der Arbeitsweise von Gerhardt bezüglich des Laden- und Trakturbaus und als der erste Orgelneubau des Rostocker Orgelbauers. Es handelt sich um eine der ältesten Orgeln Mecklenburgs aus der Blütezeit des „norddeutschen Orgelbarockes“. Ihr Gehäuse ähnelt in bestimmten Merkmalen dem Kanzelaufgang. 1703 wurden die Orgel und das Gehäuse farblich gefasst, im Kirchenbuch als „ausgemalet und ausgeziert“ vermerkt. 1841 erfolgte eine Erneuerung der Farbfassung des Orgelprospektes.
Hinter dem Notenpult verborgen, auf der Rückseite des sogenannten Wellenbrettes, lässt sich durch uralte Bleistifteintragungen die Geschichte der Orgel ablesen. So beispielsweise, dass der Rostocker Orgelbauer Paul Schmidt 1756 und 1781 an der Orgel arbeitete und dass 1822 der Orgelbauer Heyl aus Wismar eine Reparatur durchführte. 1892 nahm der Wismarer Orgelbauer Edmund Bruder einen grundlegenden Umbau vor; hierbei wurden sämtliche Innenpfeifen entfernt und nur die stillgelegten Prospektpfeifen beibehalten. Auf der originalen Windlade wurden vier neue Register eingebaut.
Seit 1981 war das Instrument nicht mehr bespielbar und wurde stillgelegt. Nach fast dreißig Jahren wurde die Orgel durch Jehmlich Orgelbau, Dresden, auf ihren vermuteten Originalzustand zurückgeführt und ist nach der Orgelweihe am 6. Dezember 2009 wieder spielbar. Es wurde eine mitteltönige Stimmung gelegt. Die Stimmtonhöhe ist über einen Halbton über der Normalstimmung. Die Disposition des einmanualigen und pedallosen Instruments weist folgende neun Register auf:
| Manual CDEFGA–c3 |     |
| Principal        | 8′  |
| Gedact           | 8′  |
| Octave           | 4′  |
| Gedact           | 4′  |
| Nasat            | 3′  |
| Suboctave        | 2′  |
| Mixtur V–VI      |     |
| Dulcian          | 16′ |
| Trompet          | 8′  |
| Tremulant        |     |

#### Wappen
In der Kirche zu Russow befinden sich an der Orgelempore, der Patronatsloge, der Kanzel, am Gestühl, der Grabplatte und den Fenstern 33 Wappen von zehn Adelsgeschlechtern. Darunter sind derer von Bülow, von Klitzing, von der Lühe, von Lützow, von Oertzen, von Pentz, von Plessen, von Pogwisch, von Schröder und von der Wische.
Die Holzbrüstung der Orgelempore ist mit 16 Allianzwappen der auf Roggow angesessenen Gutsbesitzer von Oertzen und ihrer Ehefrauen versehen, die acht Generationen der Familien angehörten. Die Wappenabbildungen in zeitlicher Folge von links nach rechts nennen:
- Jasper II. (1568–1618) und Margarete von Pogwisch.
- Jasper III. (1600–1649) und Eva von Pentz (1598–1666).
- Joachim (1642–1701) und I. 1669 Charlotte Baronin Erskin (1653–1673) und II. 1676 Barbara von der Lühe (1660–1729).
- Helmut Friedrich (1673–174) und I. Susanna von Bülow (1686–1727) und II. Elisabeth von Bülow.
- Wilhelm Friedrich (1747–1773) und Ida von Bülow (* 1747).
- Jasper VI. (1768–1835) und Luise von Pentz (1772–1840).
- Wilhelm Detlof (1806–1849) und 1832 Eleonore von Klitzing (1811–1889).
- Helmut Friedrich (1833–1909) und 1879 Sophie Schröder (1854–1930).

#### Grabplatte
Vor dem Altar liegt die Grabplatte des Jasper von Oertzen (1670–1728) mit seinem Wappen und den Wappen seiner beiden Ehefrauen Sophie Charlotte von Lützow (1677–1720) und Agnes Emilie von Plessen (1688–1733). Der Text lautet: „Herr Jasper v. Oertzen auf Roggow und Wakendorf Erbherr, Ihrer Königlichen Majestät in Dänemark und Norwegen bestellter Obristleutnant in Roggow geboren 1670, am 30. August, gestorben 1728 den 10. Dezember im Alter von 58 Jahren, 3 Monaten und 11 Tagen.“ Am Rand um die Grabplatte steht der Begräbnis-Text aus Psalm 116, Vers 7–8.
Unterhalb der Grabplatte befindet sich eine gewölbte Familiengruft, die letztmals 1904 von Helmut Friedrich von Oertzen untersucht und anschließend zugeschüttet wurde. Es sollen drei verschiedene Grabkammern sein, zwei davon unterirdisch, die dritte oberirdisch, von außen sichtbar und zugemauert.

#### Glocken

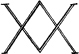
Das Gießerei-zeichen von Timmo Jheger

Zwei Glocken hingen einst im Glockenstuhl im Turm. Die große noch vorhandene Glocke Hosanna von 1277 mm Durchmesser mit dem großen Aachener Pilgerzeichen wurde 1435 vom Lübecker Gießer Timmo Jheger 1435 gegossen.
Die Glocke ist mit dem Kreuz des heiligen Antonius, dem Gießerzeichen und der Inschrift „Hosanna heiße ich, Timmo Jheger, der goß mich, amen“ versehen.
Die kleine, heute nicht mehr vorhandene Glocke hatte die Inschrift „O Rex glorie veni cum pace ano dni MCCCCIIII“, stammte aus dem Jahr 1404 und soll bereits 1773 gesprungen sein.
Zu den sakralen Gegenständen gehören ein vergoldeter Kelch aus Silber von 1753, eine vergoldete Patene aus Silber vom 18. Jahrhundert sowie eine silberne Dose von 1817. Die Taufschale aus Silber wurde zwischen 1860 und 1870 angefertigt.

## Kirchhof
Auf der Nordseite des Friedhofes befindet sich die 1849 errichtete Begräbniskapelle der Familie von Oertzen. Um sie herum liegen weitere Grabstätten der Patronatsfamilie. Am Giebel der Kapelle befindet sich das Doppelwappen von Oertzen und von Klitzing und die Jahreszahl 1849. Die Kapelle wurde vermutlich anlässlich des Todes von Wilhelm Detlof von Oertzen am 27. Juli 1849 errichtet worden. Er wurde nur 43 Jahre alt, hinterließ seine Witwe und elf unmündige Kinder. Die Lebensdaten des Toten und seiner Ehefrau Eleonore von Klitzing sind auf Zinnplatten, vermutlich als Sargbeschläge, an einem Gedenkstein auf der Begräbnisstätte zu finden. Die Grabplatte der Ehegattin liegt neben der Kapelle. Auf der Südseite der Kirche liegen noch drei Grabplatten.

## Pastoren
Namen und Jahreszahlen bezeichnen die nachweisbare Erwähnung als Pastor.
- erwähnt 1245 Theodericus de Russowe.[2]
- erwähnt 1306 Pleban Gerhard.[12]
- erwähnt 1599 Joachim N..., danach nach Bukow versetzt.[12]
- 1599–1614 Heinrich Detlovius.
- 1614–1650 Johann Möhring.
- 1651–1694 Joachim Möhring, Sohn vom Vorgänger, unter ihm 1655 neues Pfarrhaus gebaut.
- 1694–1699 Johann Martin Dantz.
- 1699–1709 Johann Daniel Sukow.
- 1710–1731 Werner Erich Tannmacher.
- 1731–1772 Emanuel Dietrich Collasius, auch Biendorf.
- 1774–1812 Christian Rudolph Gesinius.
- 1813–1872 Friedrich Ludwig Franz Lechler, 1863 Kirchenrat zum 50-jährigen Amtsjubiläum.[43]
- 1873–1909 Hermann Friedrich Wilhelm Berger.
- 1909–1915 Martin Wilhelm Stammer.
- 1917–1922 Herbert Leopold Voßberg.
- 1922–1951 Hugo Kalkhofen, auch Biendorf.
- 1953–1957 Hansalbrecht Steffen, auch Biendorf.[44]
- 1957–1972 Günter Pistor, auch Biendorf.
- 1973–1978 Hans-Hinrich Griesbach, auch Biendorf.
- 1979–2003 Wolfgang Graf, auch Biendorf.
- 2003–2017 Karen Siegert, auch Rerik und Biendorf.
- 2018 aktuell Jean-Dominique Lagies, auch Rerik und Biendorf.

## Heutige Kirchengemeinde
Die Kirchengemeinde Russow war vom 1. April 1972 bis zum 30. November 2003 mit der Kirchgemeinde Biendorf verbunden, der Pfarrsitz war Biendorf. Seit dem 1. Dezember 2003 ist Russow mit der Kirchengemeinde Rerik verbunden und wurde ab 1. Juli 2004 zur ruhenden Pfarrstelle erklärt. Zur heutigen Evangelisch-Lutherischen Kirchgemeinde Biendorf – Russow gehören die Ortsteile Biendorf mit Kirche, Büttelkow, Gersdorf, Horst, Roggow, Russow mit Kirche, Wischuer und Zweeedorf. Die Kirchengemeinde Russow wird heute vom Pastor Jean Dominique Lagies von aus Rerik betreut.

## Förderverein
Der Förderverein Dorfkirche Russow e. V. wurde 1999 mit dem Ziel des Erhaltes und der Erneuerung der Kirche gegründet.

### Gedruckte Quellen
- Mecklenburgisches Urkundenbuch (MUB)
- Mecklenburgische Jahrbücher (MJB)

### Ungedruckte Quellen
Landeshauptarchiv Schwerin (LHAS)
- LHAS 3.2-3/1 Landeskloster/Klosteramt Dobbertin. Nr. 1190 Register Monatsrechnungen 1713–1714. Nr. 3185 Nachlass Orgelbauer Schmidt 1797/98.
- LHAS 5.12-7/1 Mecklenburg-Schwerinsches Ministerium für Unterricht, Kunst, geistliche und Medizinalangelegenheiten. Nr. 7776 Stelleneinkommen der Pfarre zu Russow 1906–1922. Nr. 8169 Emeritierung der Geistlichen der Pfarre zu Russow 1907–1921. Nr. 8649 Pfarre und die bei Erledigung, Wiederbesetzung etc. derselben erforderlichen Verfügungen des weltlichen Regiments 1850.
- LHAS 11.3-1/3 Familiengeschichtliche Sammlung von Pentz, Nr. 690.

Landeskirchliches Archiv Schwerin (LKAS)
- OKR Schwerin, Specialia Abt. 4. Russow, Nr. 05 Pfarrbesetzung, Protest der Gemeinde Russow durch die Juraten wegen ungünstiger Gottesdienstzeiten, 1865. Nr. 015 Rechtsstreit der Kirche zu Russow mit dem Landrat von Oertzen auf Roggow um Herausgabe von Pfarracker, 1900–1907.
- OKR Schwerin, Pfarrarchiv Russow, Nr. 014 Gedenktafel für die Gefallenen des 1. Weltkrieges für die Kirche Russow. Nr. 016 Russower Kirchenchronik, 1706–1920 und Russauer Kirchenbuch von 1703.